# Csernyigovkai járás
A Csenyigovkai járás (oroszul Черниговский район) Oroszország egyik járása a Tengermelléki határterületen. Székhelye Csernyigovka.

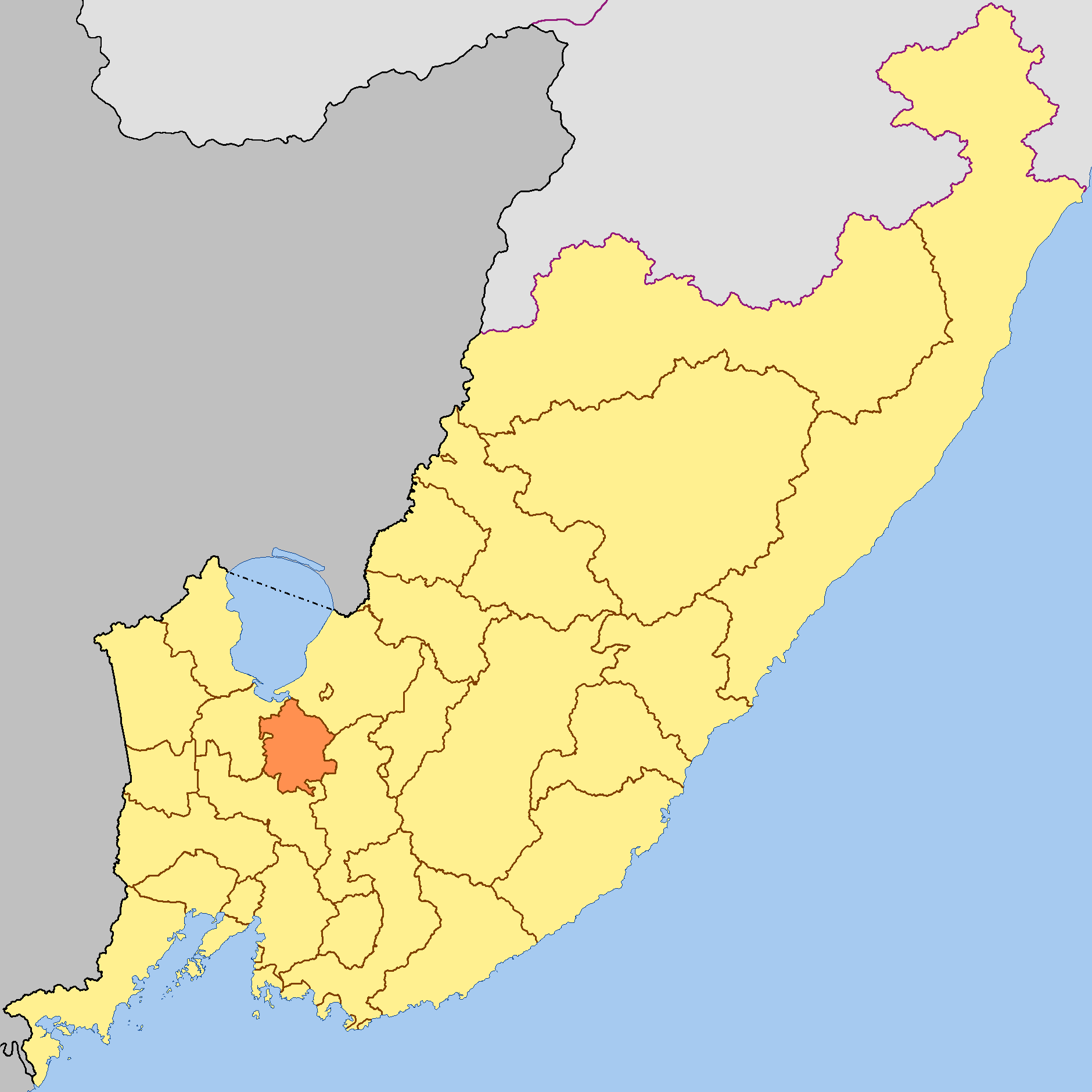
A Csenyigovkai járás a Tengermelléki határterületen

## Népesség
- 1989-ben 45 782 lakosa volt.
- 2002-ben 39 554 lakosa volt.
- 2010-ben 36 239 lakosa volt.